# Nervio petroso menor
El nervio petroso menor (también conocido como pequeño nervio petroso superficial) es el componente eferente visceral general (GVE) del nervio glosofaríngeo (par craneal IX), que transporta fibras preganglionares parasimpáticas desde el plexo timpánico hasta la glándula parótida. Hace sinapsis en el ganglio ótico, de donde salen las fibras postganglionares.

## Estructura
Después de nacer en el plexo timpánico, el nervio petroso menor pasa hacia adelante y luego a través del hiato para el nervio petroso menor en la superficie anterior de la parte petrosa del hueso temporal hacia la fosa craneal media.  Recorre el suelo de la fosa craneal media,  luego sale del cráneo a través del canaliculus innominatus para llegar a la fosa infratemporal.  Las fibras hacen sinapsis en el ganglio ótico, y las fibras postganglionares viajan luego brevemente con el nervio auriculotemporal (una rama del nervio mandibular) antes de entrar en el cuerpo de la glándula parótida.
El nervio petroso menor distribuirá sus fibras parasimpáticas postganglionares (GVE) a la glándula parótida a través del plexo intraparotídeo (o plexo parotídeo), las ramas del nervio facial en la glándula parótida.
El núcleo del nervio petroso menor es el núcleo salival inferior.